# Pyrausta xanthocephala
Pyrausta xanthocephala là một loài bướm đêm trong họ Crambidae.